# The One After Vegas
"The One After Vegas" es el estreno de la sexta temporada de la serie de televisión cómica Friends, que fue transmitido en NBC el 23 de septiembre de 1999. La trama continúa del episodio anterior; después de su boda borracha en Las Vegas, Ross y Rachel planean una anulación rápida, y Monica y Chandler hablan de mudarse juntos. Una trama secundaria toma lugar con Joey y Phoebe conduciendo a Nueva York desde Las Vegas, recogiendo a un autoestopista en el camino. El episodio fue dirigido por Kevin S. Bright, escrito por Adam Chase y su producción fue documentada para un programa de Discovery Channel.

## Trama
Ross y Rachel se despiertan en una cama, sin saber que se casaron la noche anterior. Joey se une a Phoebe en el desayuno, diciéndole que su película ha sido cancelada. Monica y Chandler llegan y, en el bufet, Chandler le dice a Joey que él y Monica también se planeaban casarse y explica su preocupación que la relación está yendo muy rápido. Monica comparte la misma preocupación con Phoebe pero son interrumpidos cuando Ross y Rachel llegan. Cuando los otros le dice que se casaron, deciden obtener una anulación.
Joey anima a Phoebe para irse con él en un viaje a Nueva York, para no estar solo. Ella acepta pero se enoja cuando Joey pasa el primer día dormido mientras conduce, y cambian de lugar. Mientras Phoebe duerme, Joey recoge un autoestopista. Inicialmente indignada, Phoebe hace una amistad con el hombre, y le da su número cuando él se va. Joey le pide perdón y comienzan a jugar juegos de autos.
Monica y Chandler todavía están indecisos dónde su relación está yendo, y buscan señales de estar casados. Cada vez están más alarmados cuando todas las señales son positivas, y eventualmente Chandler sugiere mudarse al apartamento de Monica, y ella está de acuerdo. Ross le dice a Rachel que no quiere tener tres matrimonios fallidos pero ella lo apura para tener una anulación. Él se pone de acuerdo y luego le dice que se encargó de ello, pero le revela a Phoebe que mintió: Todavía están casados.

## Producción
Courteney Cox se había casado con David Arquette entre temporadas y Arquette fue agregado a su nombre en los créditos.
Los nuevos sets fueron construidos para el episodio anterior dónde se quedaron de pie en la pausa de verano, permitiendo a la producción para reanudar la filmación en las Vegas con una interrupción mínima. Una discusión se llevó a cabo durante los ensayos acerca de la tinta que Ross y Rachel se habían colocado en sus rostros en el episodio anterior; el diálogo había dicho que era permanente y Marta Kauffman estaba dispuesta a demostrar que todavía estaba allí en la escena dónde Ross y Rachel llevan al desayuno, aunque más débil que antes. Otros prefirieron que se había ido completamente y esto fue lo que fue mostrado en la escena mientras se filmaba. Había preocupación que las personas no entenderían la broma que indicada que Phoebe se había casado con alguien en Las Vegas, pero gran parte de la audiencia mostraron que sí.
Durante la edición, tres minutos y 40 segundos fueron recortados del episodio para llevarlo a los 22 minutos. Tiempo adicional fue creado para esto y episodios futuros acortaron la melodía de 45 segundos a 35. La producción requirió 52 tomas, 14 escenas y 7 reediciones.
Entre temporadas, Cox se casó con David Arquette, convirtiéndose en Courteney Cox Arquette. En una broma en referencia a esto fue hecho en los créditos, dónde el resto del elenco (y productores ejecutivos) tienen "Arquette" en sus nombres. La dedicación "Para Courteney y David, que sí se casaron", aparece durante las últimas escenas.
Detrás de escenas, junto con productores, escritores y el elenco, fue filmado para un episodio de On the Inside, una serie de Discovery Channel. El programa fue lanzado en Reino Unido en 2001 como parte de "lo mejor" de VHS. En 2004, fue incluido como un extra en la temporada 5 en Estados Unidos en el DVD, titulado "The One that Goes Behind the Scenes," como también en "The Best of Friends Volume Three" y "The Best of Friends Volume Four". Fue relanzado en Reino Unido en la temporada 10 con el mismo título.

## Recepción
Entertainment Weekly clasificó el episodio con B+, elogiando a Schwimmer y Aniston por "los destinos variados y románticos de Ross y Rachel" y citando la línea "Esto no es un matrimonio -- ¡ésta es la peor resaca del mundo!" como la mejor línea del episodio.  Los autores de Friends Like Us: The Unofficial Guide to Friends también mencionan esta línea, y elogian los momentos cuando Monica y Chandler actuaban como recién casados, sin embargo trataban de no hacerlo. Describen las acciones de Ross como "predecibles".
El episodio estuvo nominado para un premio Emmy por "Mejor Mezcla de Sonido en una serie de Comedia o Especial", pero perdieron contra un episodio de Ally McBeal.